# Norwegian Star (schip, 2001)
De Norwegian Star is een cruiseschip van Norwegian Cruise Line. De Norwegian Star is het zusterschip van de Norwegian Dawn, dat een jaar later in de vaart kwam.
Het schip heeft een tonnage van 91.000 ton en een lengte van 294 meter. Het schip is 32 meter breed en beschikt over 12 dekken voor passagiers. Op het schip werken zo'n 1.100 bemanningsleden, en er is ruimte voor 2.200 passagiers. Op het schip zijn twee zwembaden aanwezig. Opvallend aan het schip is de opbouw voor de schouw met de kinderclub, alsook de levendige kleuren. Er is keuze uit 10 restaurants.